# Cidade Baixa (Porto Alegre)
 (juillet 2016).
Pour les articles homonymes, voir Cidade Baixa.

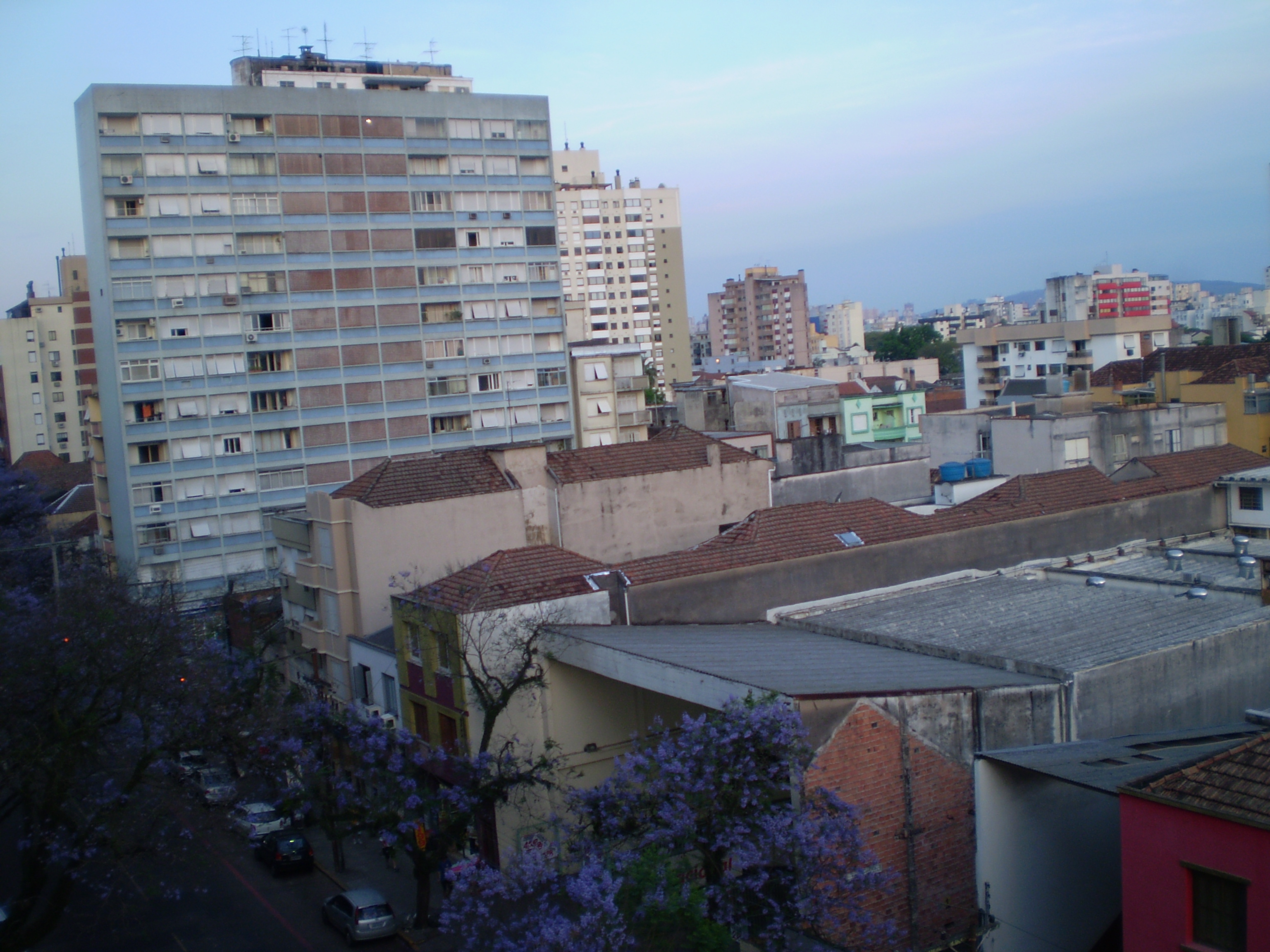
Vue depuis la rue da República.

La Cidade Baixa est un quartier de la ville de Porto Alegre, capitale de l'État du Rio Grande do Sul.
Il a été créé par la loi 2022 du 7 décembre 1959, avec ses limites modifiées par la loi 4685 du 21 décembre 1979.

## Données générales
- Population (2000) : 16 634 habitants
  - Hommes : 6 957
  - Femmes : 9 677

- Superficie : 210 ha

- Densité : 79,21 hab/ha

## Localisation
La Cidade Baixa est un des quartiers central et les plus anciens de la ville.
Avenue Praia de Belas jusqu'à la rue Barão de Gravataí ; de celle-ci à l'avenue Getúlio Vargas et, en continuant cette voie dans le sens Sud/Nord, jusqu'à l'avenue Venâncio Aires et à l'avenue João Pessoa ; de cette dernière à l'avenue Perimetral pour continuer jusqu'au point de jonction de l'avenue Borges de Medeiros avec l'avenue Praia de Belas.

## Histoire
Au milieu du XIXe siècle, « Cidade Baixa » était la dénomination utilisée pour désigner toute la zone située au sud de la colline de la rue Duque de Caxias. Le territoire qui est connu comme le quartier de la Cidade Baixa a eu divers noms au cours de son histoire : « Arraial da Baronesa », « Emboscadas », « Areal da Baronesa » et « Ilhota ».
Au cours du XIXe siècle, il s'appelait « Arraial da Baronesa » et désignait une grande extension territoriale qui contenait une propriété de la Baronesa (baronne) de Gravataí, dont l'opulente résidence se situait où se trouve aujourd'hui la Fondation Pão dos Pobres, dans la rue de la República (voir plus bas).

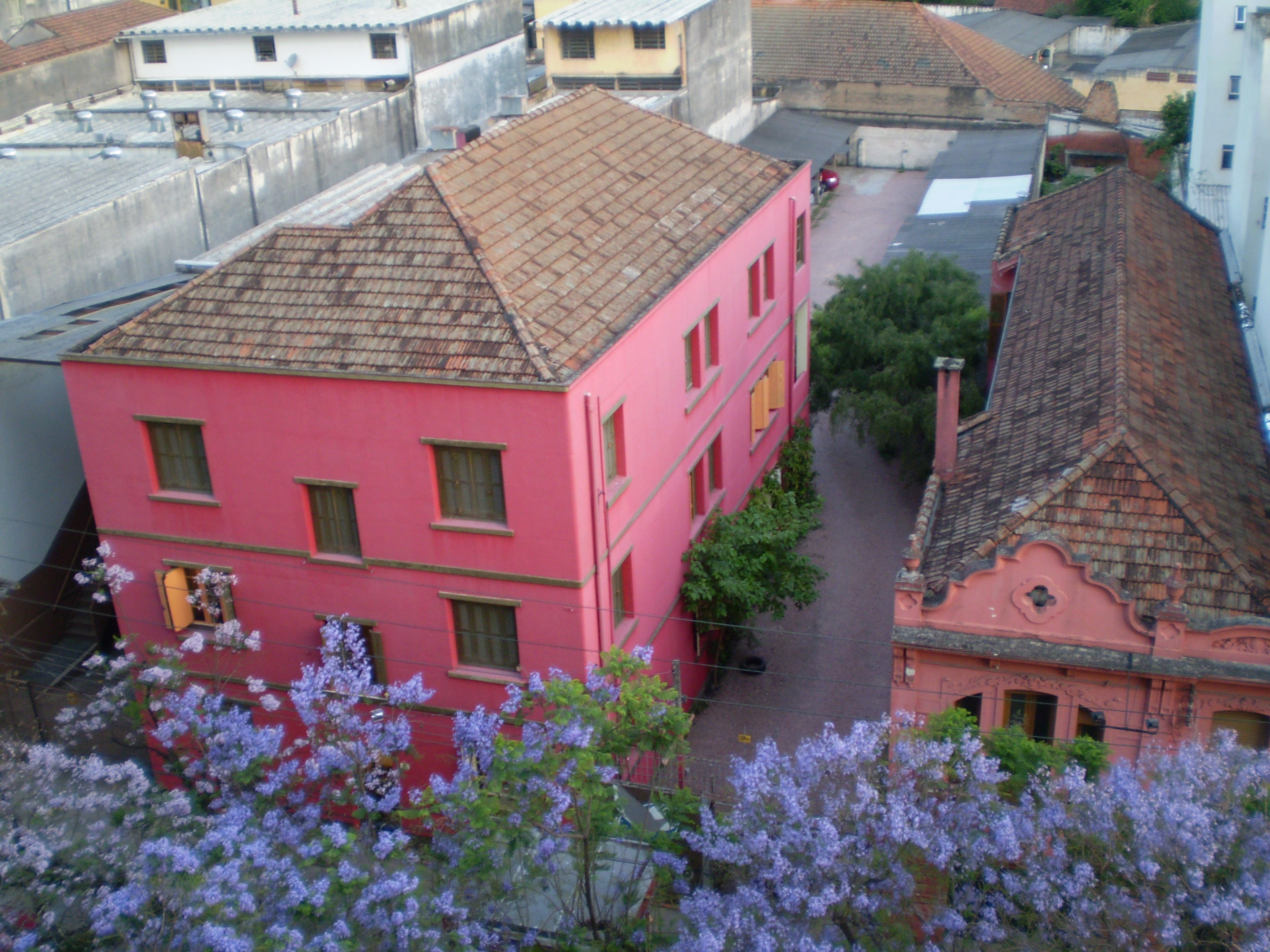
Vue depuis la rue da República.

Sur cet espace se trouvaient aussi des propriétés semi-rurales dont la main-d'œuvre était composée d'esclaves. Quand ceux-ci fuyaient leurs maîtres, ils se cachaient dans les zones arborées faisant partie de l'Arraial et qui abritait aussi des hors-la-loi, et qui prit après le nom de territoire des embuscades ("Emboscadas"). En 1879, après un incendie de sa propriété, la baronne divisa ses terres qui furent habitées par des Noirs libres et des familles italiennes. Le territoire prit le nom d'"Areal da Baronesa", en raison du sable rouge qui était présent dans l'endroit (l'areal est un lieu couvert de sable). Ainsi, jusqu'au milieu du XXe siècle, la Cidade Baixa continuait à être le refuge des Italiens, qui vivaient de tâches artisanales, et des Noirs ; ces derniers résidaient à Ilhota, la partie la plus insalubre où de systématiques inondations se produisaient au fil des saisons.
Ces zones font partie de l'histoire de Porto Alegre comme espaces associés à la culture populaire exprimée à travers les batucadas, les danses et les fêtes organisées par la population noire. Le carnaval de la Cidade Baixa était renommé. De ce lieu sortirent nombre de musiciens et compositeurs, solistes et joueurs de football qui furent connus dans tout le Brésil, tels que Lupicínio Rodrigues et le joueur de football Tesourinha.
Le nom d'« Ilhota » fut attribué à la suite d'une intervention réalisée en 1905 sur le cours du Riachinho et qui aboutit par l'ouverture d'un chenal qui amena la formation d'une petite île (ilhota) par accumulation de sédiments. Ultérieurement, le Riachinho fut canalisé et vit son cours modifié en 1941 par un ouvrage municipal de l'administration de José Loureiro da Silva, devenant l'Arroio Dilúvio.
À partir du milieu du XXe siècle, la population y augmenta significativement au rythme de la disparition des dernières terres maraîchères. Les rues Avaí et Sarmento Leite commencèrent à recevoir des implantations industrielles, et des cinémas s'installèrent. De plus, le quartier subit de nombreux aménagements urbanistiques dans la mesure où sa localisation, avec l'extension urbaine, le transforma en point de passage vers les autres espaces de la ville.

## La fondation Pão dos Pobres

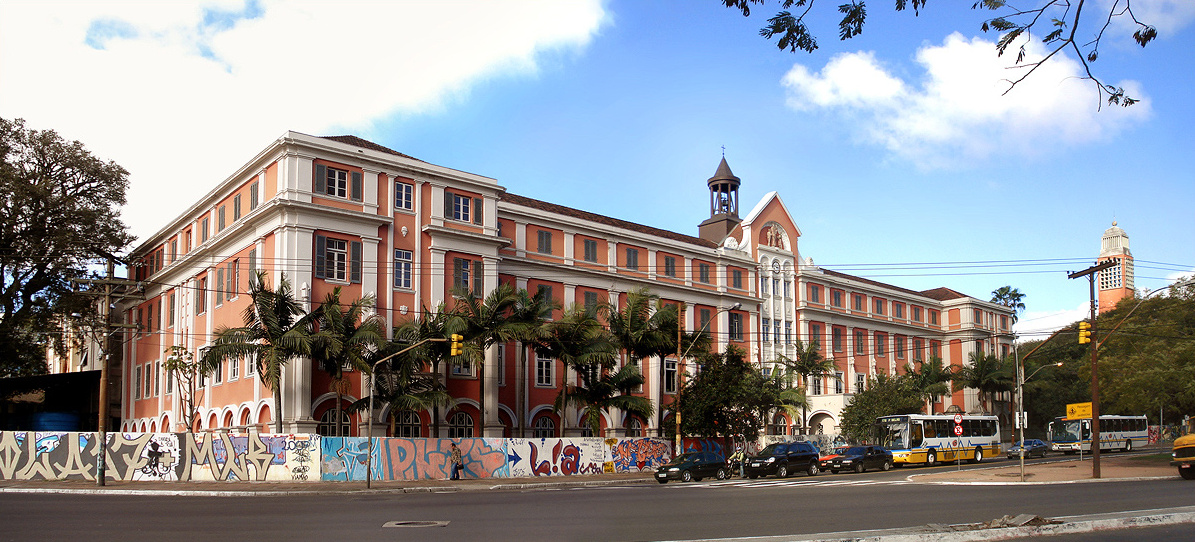
Le bâtiment principal de la fondation Pão dos Pobres, vu depuis l'avenue Praia de Belas.

Une ancienne institution du quartier est le complexe scolaire et orphelinat pour enfants pauvres animé par l'organisation religieuse "O Pão dos Pobres de Santo Antônio" (le Pain des pauvres de Saint Antoine), fondée en 1895 par le chanoine bahiano José Marcelino de Souza Bittencourt. Aujourd'hui une fondation, le bâtiment où elle se situe fut acquis en 1900 et inauguré en 1910.

## Aujourd'hui
De nos jours, le quartier se caractérise par la grande quantité de bars et est connu pour être le refuge des bohèmes de la ville, l'essentiel de cette animation se trouvant concentrée principalement dans les rues General Lima e Silva, República et João Alfredo. Situé près du Parc de la Redenção, c'est une des zones les plus vertes de la capitale gaúcha. La proximité de l'ancien campus de l'université fédérale du Rio Grande do Sul (UFRGS) a contribué à favoriser dans le quartier la concentration d'universitaires, d'intellectuels et d'artistes. Sa population reste hétérogène, ce qui en fait un quartier populaire, dans le sens d'un mélange de classes sociales. Les descendants d'esclaves en fuite y résident encore sur l'emplacement d'un ancien quilombo.